# Tribunal de Justiça do Estado de Sergipe
O Tribunal de Justiça de Sergipe (TJSE) é o órgão máximo do Poder judiciário do estado brasileiro de Sergipe. Foi instalado em 29 de dezembro de 1892, como Tribunal de Relação, possui então 5 desembargadores. Passou a ser denominado Superior Tribunal de Justiça em 3 de setembro de 1931, e em 13 de março de 1935 foi renomeado Corte de Apelação do Estado. Recebeu a atual denominação em 1967.
Atualmente é presidido pelo desembargador Edson Ulisses de Melo, sendo composto por 13 membros.